# القرضبية (المسيمير)

تعديل مصدري - تعديل

القرضبية هي إحدى قرى عزلة المسيمير بمديرية المسيمير التابعة لمحافظة لحج، بلغ تعداد سكانها 368 نسمة حسب تعداد اليمن لعام 2004.